# Свинина

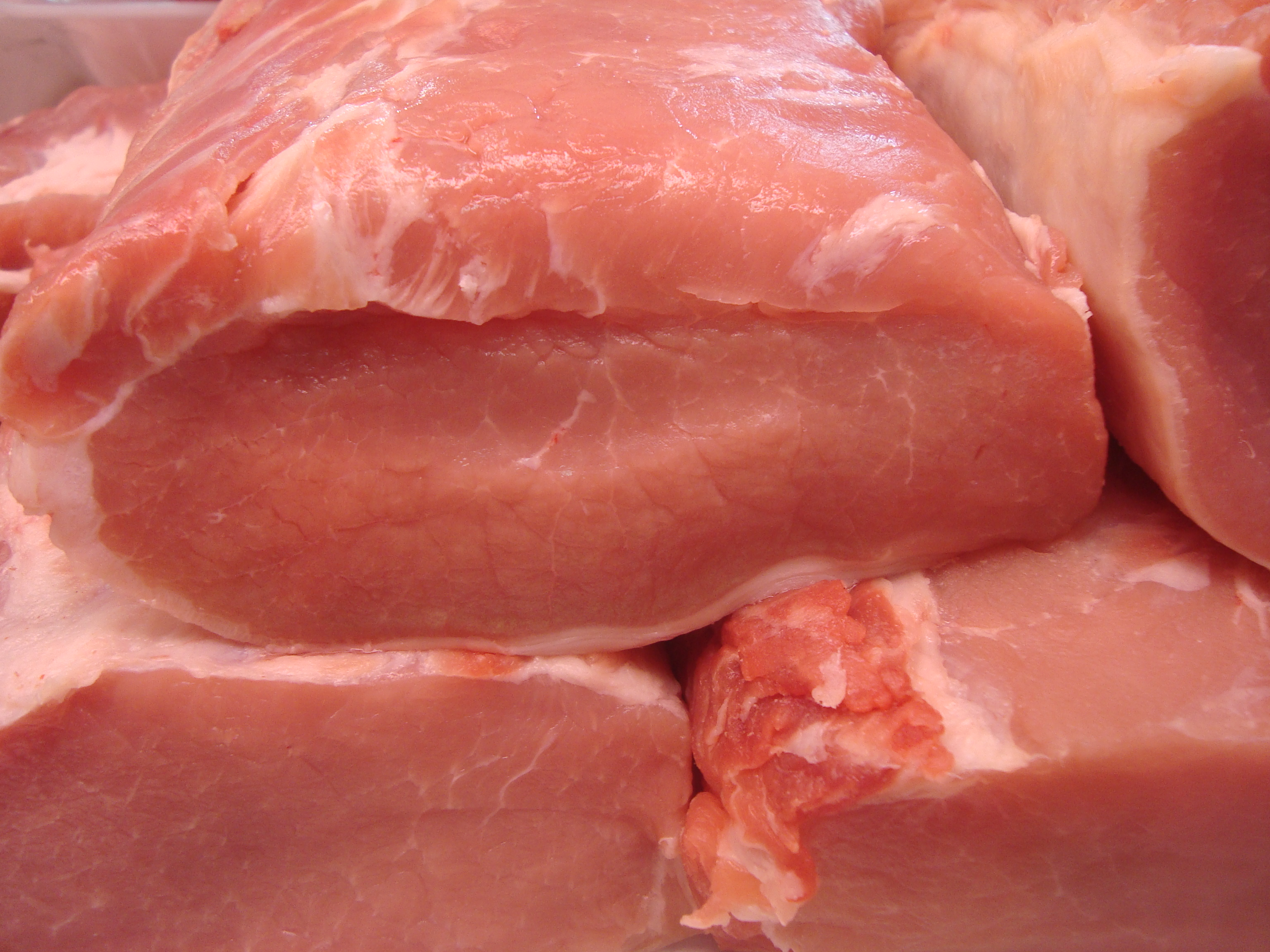
Свинина на прилавке

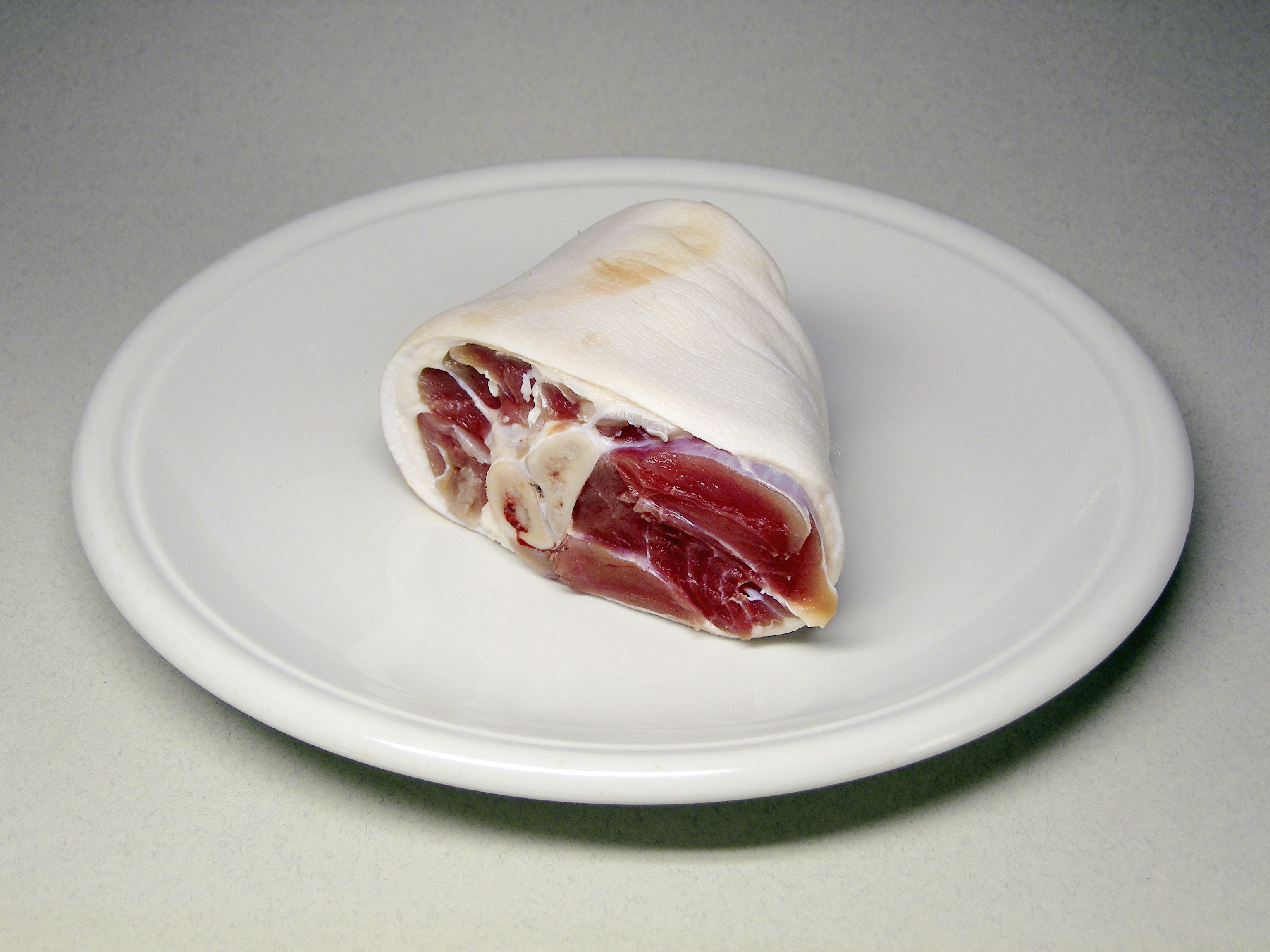
Рулька

Свини́на — кулинарное и промышленное наименование мяса свиней. Второй по объёмам производства и потребления в мире вид мяса после мяса птицы.
Одомашнивание свиней началось около 9000 лет назад. Свинину употребляют и свежеприготовленной, и в виде пресервов или консервов. Пресервация значительно увеличивает срок хранения свинины: ветчина, свиные копчёности, посолы, вяленые и сушёные куски свинины, свиные колбасы — представляют собой популярные пресервы из свинины. Кроме обычной домашней кухни, свинина используется при изготовлении большинства мясных деликатесов и ресторанных блюд.
Как и в странах Запада, свинина очень популярна на Дальнем Востоке, в Юго-Восточной Азии. В азиатской кухне она ценится за жирность и благоприятную для обработки структуру. В исламе и в иудаизме, в некоторых христианских конфессиях, употребление свинины запрещено. Торговля свининой незаконна во многих мусульманских странах, особенно в тех, где признают шариат. В Израиле торговля свининой сильно ограничена.

## Классификация свинины

Схема разделки свиной туши

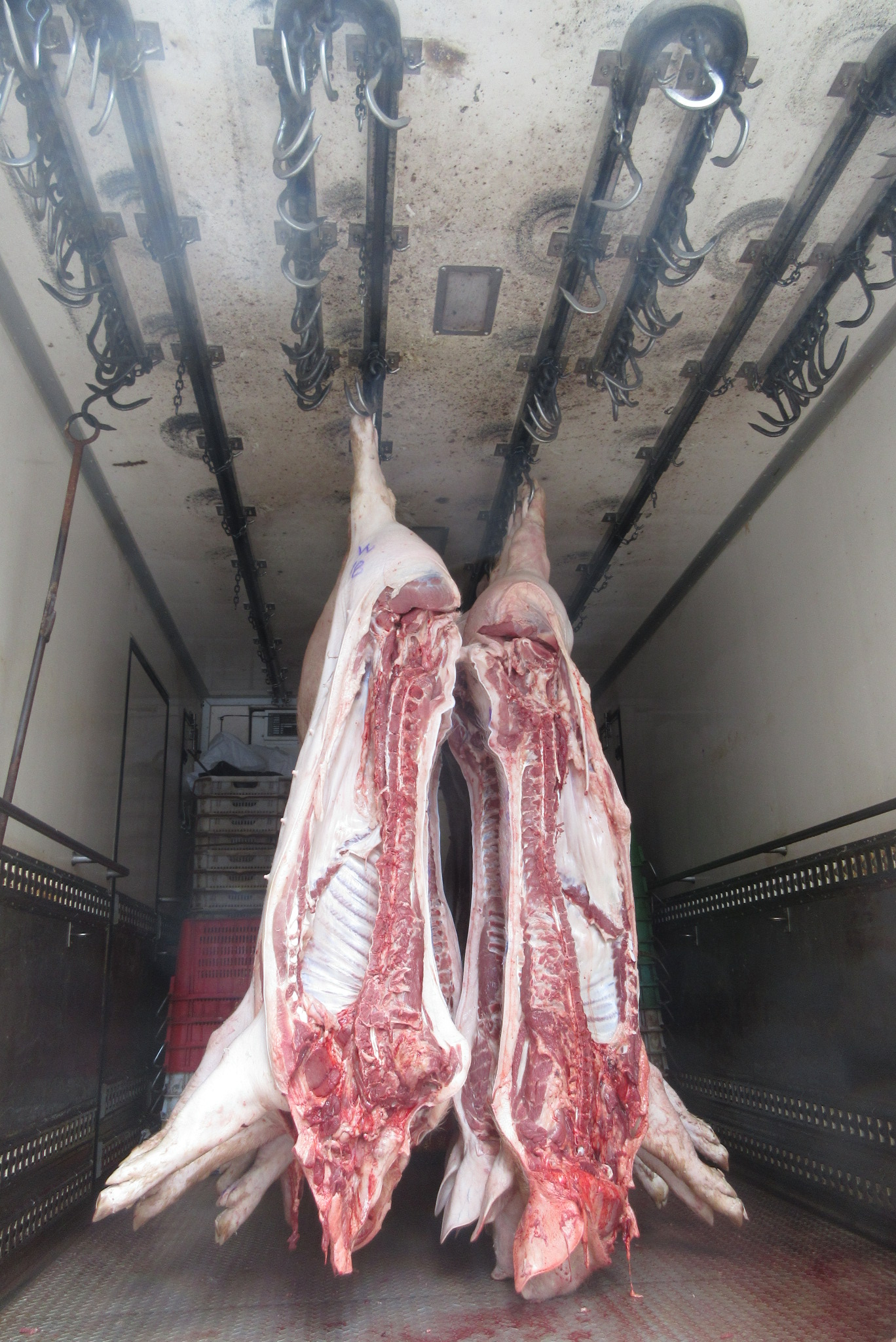
Свиные полутуши

В России свинину подразделяют на шесть категорий в зависимости от массы туш, толщины шпика и половозрастных признаков; или на классы в зависимости от выхода мышечной ткани и половозрастных признаков:
- 1-я категория (туши свиней-молодняка). Мышечная ткань хорошо развита, особенно на спинной и тазобедренной частях, шпик плотный белого цвета или розоватого оттенка, расположенный равномерным слоем по длине всей полутуши, разница в толщине шпика на холке в самой толстой её части и на пояснице в самой тонкой её части не более 1,5 см; на поперечном разрезе грудной части на уровне между 6-м и 7-м рёбрами не менее двух прослоек мышечной ткани; длина полутуши от места соединения 1-го ребра с грудной костью до переднего края сращения лонных костей не менее 75 см; шкура без пигментаций, поперечных складок, опухолей, а также кровоподтёков и травматических повреждений, затрагивающих подкожную ткань; допускается не более трёх контрольных разрезов на туше, диаметром не более 3,5 см. Масса туши в шкуре в парно́м состоянии 47—75 кг. Толщина шпика над остистыми отростками между 6-м и 7-м грудными позвонками — не более 2,0 см.
- 2-я категория (туши свиней-молодняка, туши подсвинков):
  - а) туши мясных свиней (молодняка): масса туши в шкуре в парном состоянии 39—98 кг (без шкуры 34—90 кг); толщина шпика над остистыми отростками между 6-м и 7-м грудными позвонками — не более 3 см;
  - б) туши подсвинков: масса туши в шкуре в парном состоянии 12—39 кг (без шкуры 10—34); толщина шпика над остистыми отростками между 6-м и 7-м грудными позвонками — не менее 1,0 см.
- 3-я категория (туши свиней-молодняка). Масса туши в шкуре — до 113 кг, без шкуры — до 91 кг; толщина шпика над остистыми отростками между 6-м и 7-м грудными позвонками — свыше 3,0 см.
- 4-я категория (туши боровов и свиноматок). Масса туши в шкуре в парно́м состоянии свыше 113 кг для боровов, без ограничений для свиноматок; толщина шпика над остистыми отростками между 6-м и 7-м грудными позвонками — не менее 1,0 см.
- 5-я категория (туши поросят-молочников). Шкура белая или слегка розоватая, без опухолей, сыпи, кровоподтёков, ран, укусов, остистые отростки позвонков и рёбра не выступают; масса туши в шкуре 3—7 кг.
- 6-я категория (туши хрячков). Масса туши в шкуре в парном состоянии до 45 кг; толщина шпика над остистыми отростками между 6-м и 7-м грудными позвонками — не менее 1,0 см.

## Приготовление и особенности употребления

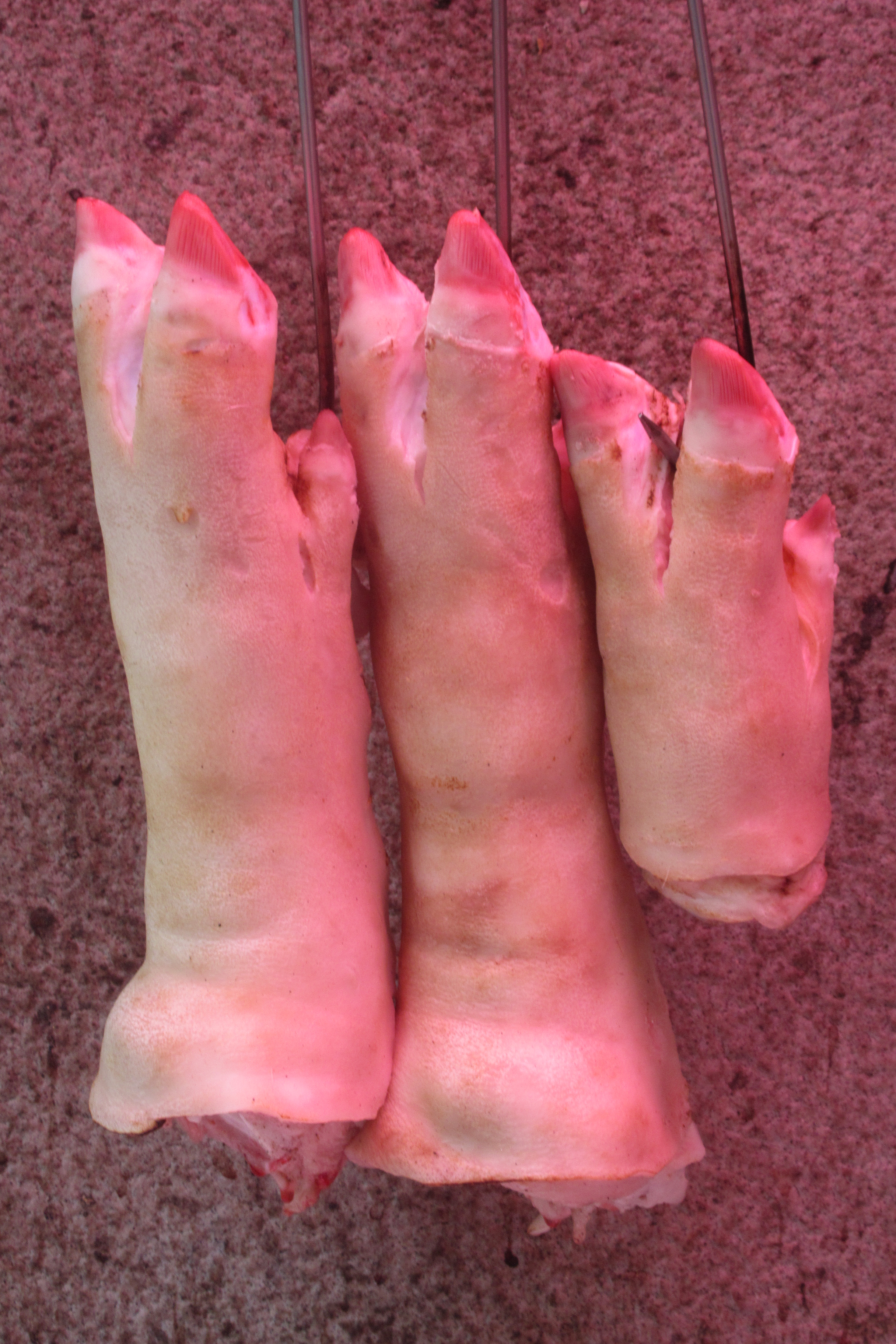
Свиные ножки, употребляемые для приготовления холодца

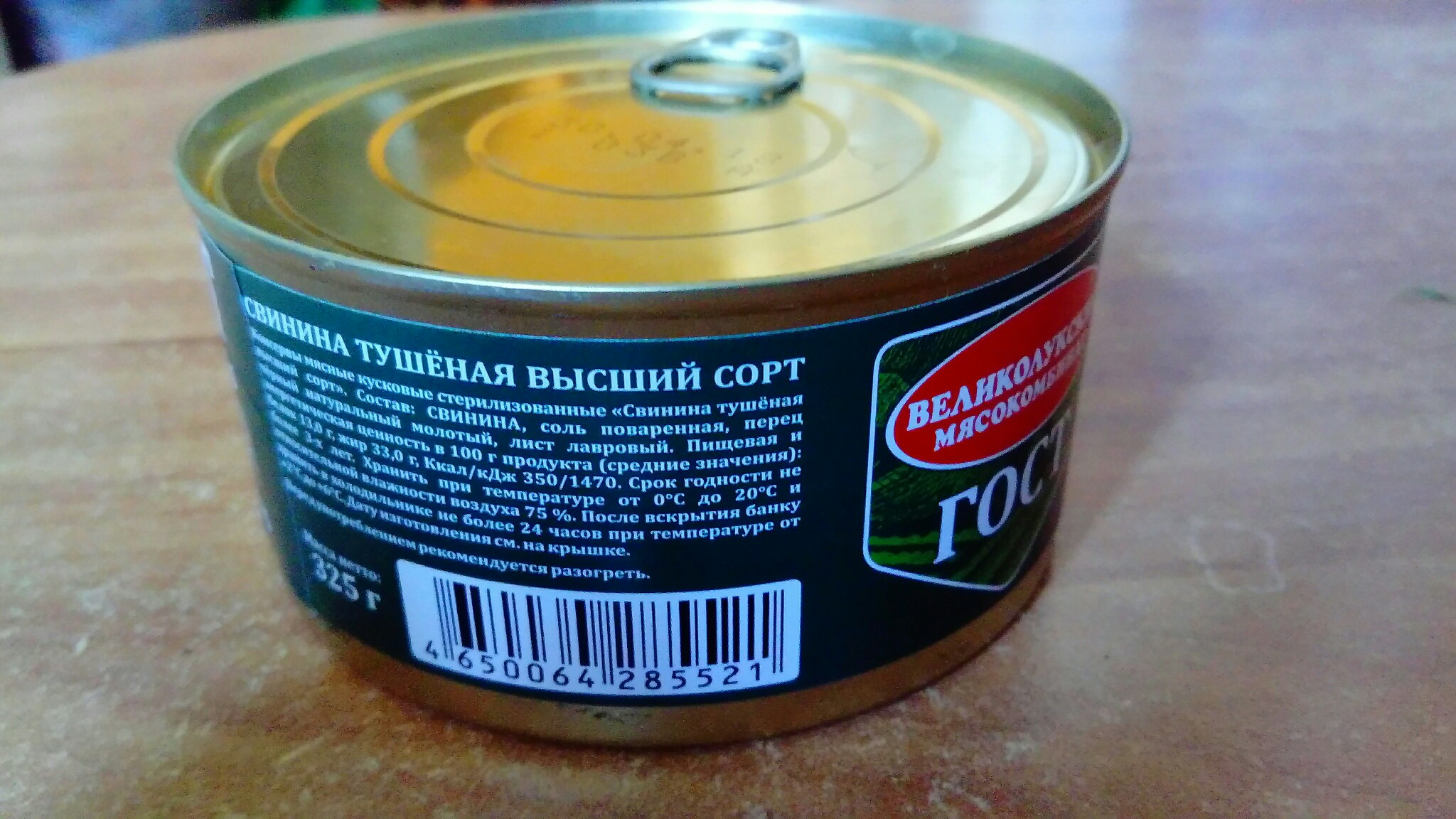
Банка тушёной свинины

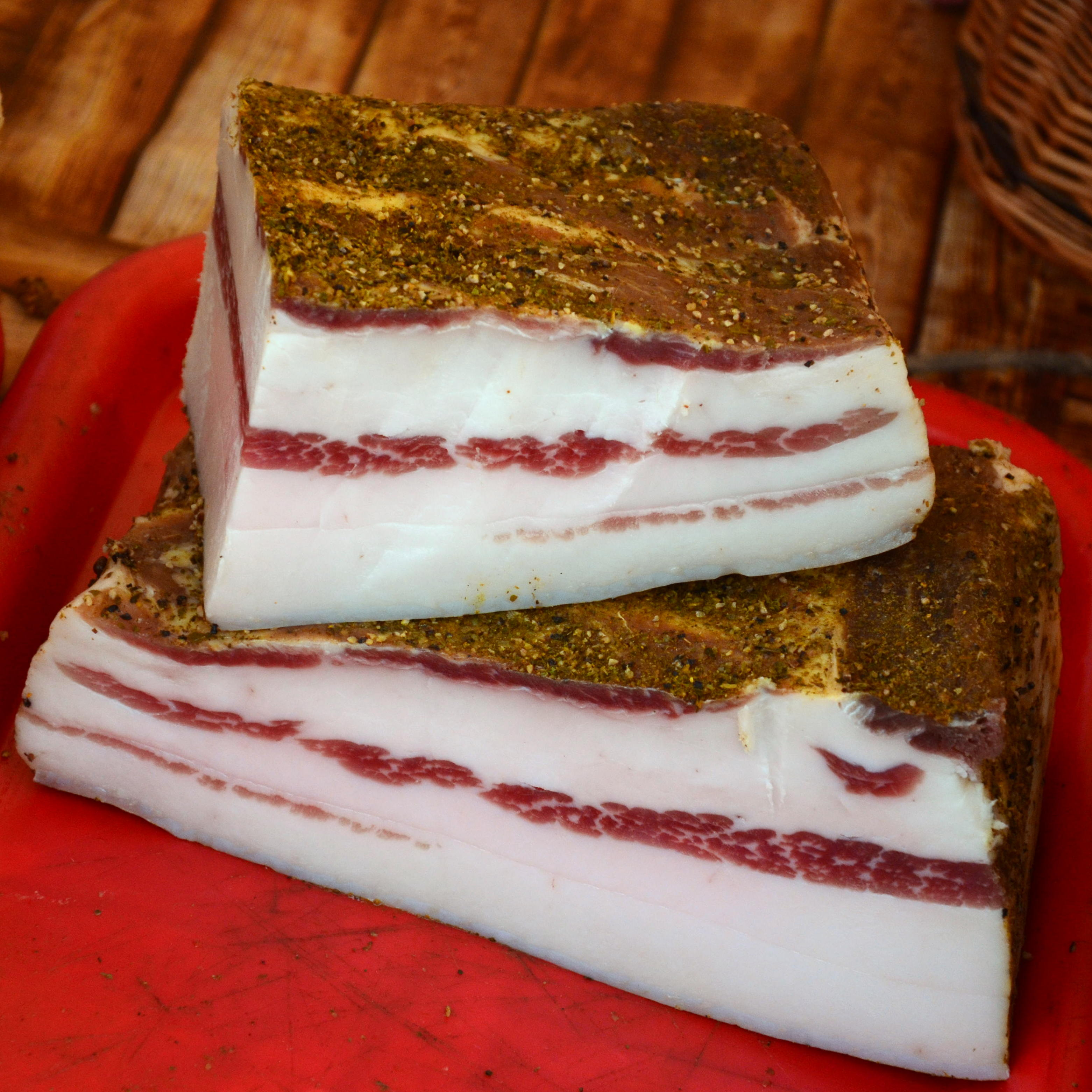
Сало-шпик с прослойками мяса из пашины

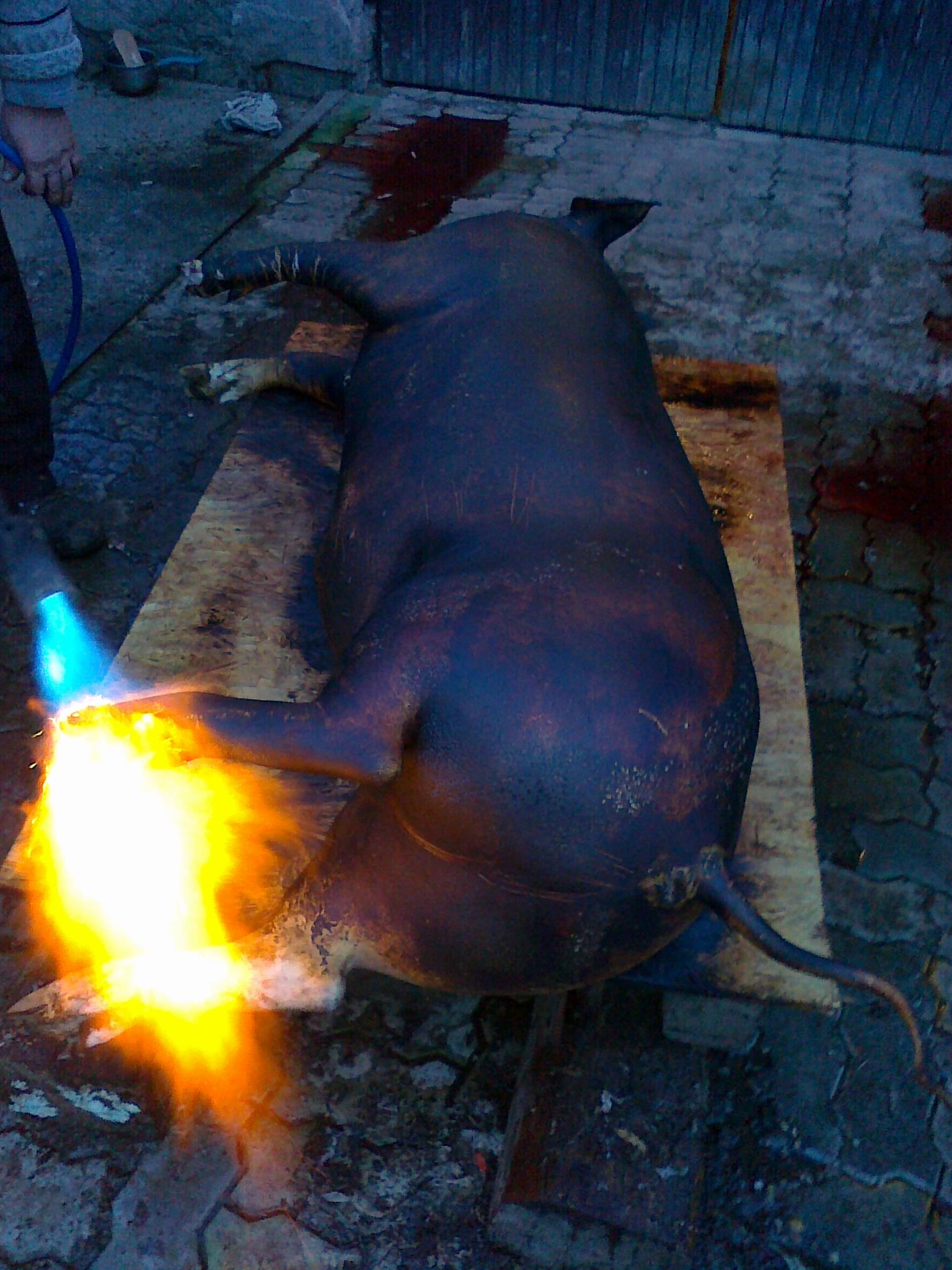
Обжиг шкуры (шерсти) после закалывания, до разделки туши. Копоть после обжига соскабливается

Свинину можно жарить, варить и тушить. Из свинины готовят борщи, щи, рассольники, котлеты, рагу, жаркое, студни, шашлык, шницели, эскалопы, ятернице и другие блюда; её используют (пополам с говядиной) для приготовления пельменей.
Большое количество свинины перерабатывается в различные свинокопчёности: окорок, лопатка, грудинка, огоновка, бекон и др. и в различного рода колбасы. В домашних условиях можно приготовить из свинины буженину.
На стол может подаваться специально приготовленная целая свинья как отдельное блюдо (поросёнок). Стол может украшать свиная или кабанья голова (особенно на Пасху).

## Мировая торговля
В 2021 году мировой экспорт составлял около 13 млн тонн, мировое производство — около 122 млн тонн. Около половины всего мирового производства и потребления свинины приходится на Китай.
Крупнейшие производители свинины в 2021 году, по данным Продовольственной и сельскохозяйственной организации Объединённых Наций (ФАО):
| № | Страна   | Производство, тыс. тонн | Потребление | Импорт | Экспорт |
| - | -------- | ----------------------- | ----------- | ------ | ------- |
| 1 | Китай    | 53900                   | 58543       | 4768   | 125     |
| 2 | Евросоюз | 23611                   | 18517       | 105    | 5199    |
| 3 | США      | 12560                   | 10178       | 649    | 3041    |
| 4 | Бразилия | 4899                    | 3451        | 3      | 1452    |
| 5 | Россия   | 4304                    | 4142        | 44     | 206     |
| 6 | Вьетнам  | 3728                    | 3954        | 238    | 11      |

### В России

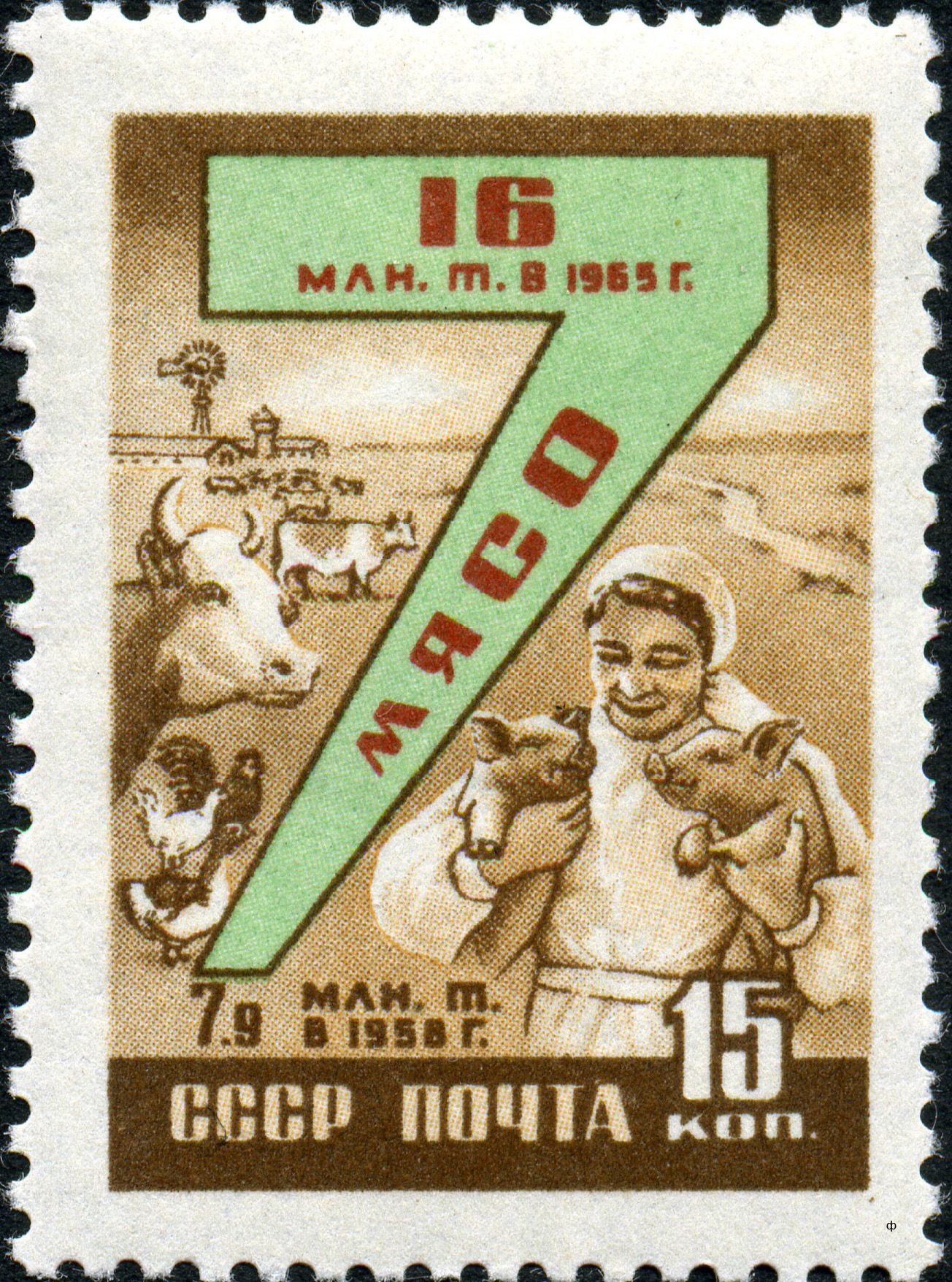
Почтовая марка СССР 1959 года с планами производства мяса (включая и свинину)

Производство свинины в России характеризовалось постоянным ростом в период с 2005 по 2016 год, за этот период оно выросло более чем в два раза, с 1569 тысяч тонн до 3388 тысяч тонн. Импорт свинины в 2016 году упал до 264 тысяч тонн и составил около 8 % от потребления, по сравнению с 30 % от потребления в 2012 году (1,1 млн тонн из 2,6 млн тонн). К 2018 году Россия вышла на самообеспечение свининой.
Россия в 2020 году обогнала на 25 тысяч тонн Бразилию по производству свинины и вошла в топ-5 мировых производителей, вслед за грандами индустрии — Китаем (32 млн тонн в 2020 году по оценке ИМИТ), США, Германией и Польшей. Производство скота и птицы на убой в хозяйствах всех категорий за 2020 год увеличилось на 3,1 % до 15,635 млн тонн (в живом весе), выпуск свинины вырос на 8,9 % до 5,478 млн тонн (производство свинины в живом весе эквивалентно 4,276 млн тонн в убойном весе). Согласно подсчетам Бразильской ассоциации животных протеинов (ABPA), производство свинины в Бразилии в 2020 году составил 4,251 млн тонн. Ещё до 2017 года Россия активно закупала бразильскую свинину — порядка 300 тысяч тонн ежегодно.
В 2020 году производство составляет 4,3 млн тонн свинины (в убойном весе), по данным Национального союза свиноводов. За последние пять лет производство свиней на убой в живом весе увеличилось на 1,2 млн тонн — более, чем на треть. Это максимальный показатель за всю историю российского свиноводства. Российская свинина экспортируется в 20 стран мира, в 2020 году экспорт свинины (с учётом шпика и субпродуктов) увеличился до 188 тыс. тонн, в стоимостном выражении экспорт вырос до $316 млн. Поставки идут преимущественно во Вьетнам, в Гонконг, на Украину.
В 2022 году производство свинины в России достигло рекордного показателя в 5,3 млн тонн. Потребление свинины в России выросло до 29,8 кг в год на одного человека, доля свинины в общем потреблении мяса достигла 37,5 %. Общий объём потребления составил 4,36 млн тонн. К 2023 году импорт свинины радикально сократился, при том что до 2016 года Россия была крупнейшим импортёром этого вида мяса.
Объём производства свинины в России, млн тонн (по данным Национального Союза Свиноводов)
| 2012  | 2013  | 2014  | 2015  | 2016  | 2017  | 2018  | 2019  | 2020  | 2021  | 2022  |
| ----- | ----- | ----- | ----- | ----- | ----- | ----- | ----- | ----- | ----- | ----- |
| 2,108 | 2,597 | 2,918 | 3,154 | 3,556 | 3,816 | 4,123 | 4,415 | 4,891 | 4,948 | 5,275 |

Крупнейшие производители свинины в России на 2022 год
| Место | Производитель                           | Объём производства, тыс. тонн | Прирост за год |
| ----- | --------------------------------------- | ----------------------------- | -------------- |
| 1     | «Мираторг»                              | 665                           | +20 %          |
| 2     | «Сибагро»                               | 388                           | +6 %           |
| 3     | «Русагро»                               | 336                           | +9 %           |
| 4     | «Агроэко»                               | 321                           | +17 %          |
| 5     | «Великолукский свиноводческий комплекс» | 299                           | -3 %           |
| 6     | «Агропромкомплектация»                  | 270                           | +10 %          |
| 7     | УК РБПИ и СПФ                           | 263                           | +10 %          |
| 8     | «Агро-Белогорье»                        | 262                           | +4 %           |
| 9     | «Черкизово»                             | 257                           | +7 %           |
| 10    | «Талина»                                | 156                           | +20 %          |

## Пищевые запреты и ограничения
Ветхий Завет содержит прямой запрет на употребление свиного мяса, повторенный несколько раз: Лев. 11:4-8 («… мяса их не ешьте и к трупам их не прикасайтесь; нечисты они для вас»), Втор. 14:1-8, Ис. 66:17 («Те, которые … едят свиное мясо и мерзость и мышей, — все погибнут, говорит Господь»).
На этом основании свинья в иудаизмe относится к некошерным животным и потребление свинины в пищу полностью запрещено. Запрет на свинину при этом имеет в иудаизме большее значение по сравнению с запретом на мясо других некошерных животных и часто выступает символом соблюдения всех заповедей вообще.
В исламе запрет дополнительно усилен в Коране (Коран 5:3).
Большинство христианских конфессий считают, что Моисеев закон был отменён для христиан и заповеди иудаизма о нечистой пище неприложимы к ним.
Относительно пищевых запретов в Новом Завете сказано в книге Деяний святых апостолов: «Апостолы и пресвитеры и братия — находящимся в Антиохии, Сирии и Киликии братиям из язычников: радоваться… Ибо угодно Святому Духу и нам не возлагать на вас никакого бремени более, кроме сего необходимого: воздерживаться от идоложертвенного и крови, и удавленины [мяса удавленного животного, в котором сохранилась кровь], и блуда, и не делать другим того, чего себе не хотите» (Деян. 15:23—29). Однако есть конфессии (например, Церковь адвентистов седьмого дня, некоторые старообрядцы), которые придерживаются запрета на свинину.
Существует несколько теорий, рационально объясняющих запрет на свинину в Библии. Например, американский антрополог Марвин Хэррис объясняет это табу экономическими причинами: в странах Ближнего Востока и Северной Африки к 2000 г. до н. э. из-за опустынивания, увеличения площади для земледелия и большой потребности в дереве, леса стали значительно сокращаться. Поэтому свиньи теряли свою экологическую нишу и стали пищевыми конкурентами человека. Чтобы сохранить воду и зерно для человека, стало более выгодным мясо жвачных животных, которые питаются непригодными для человеческого питания растениями и более приспособлены к жаре и нехватке воды. Содержание и выращивание свиней гораздо сложнее, чем коз и овец (особенно в засушливых районах Ближнего Востока и Аравии).
Существует версия, что свинина была отнесена к разряду запретной пищи из-за заражённости паразитами (к примеру, свиной цепень, эхинококки, трихинеллы и т. д.). Контраргументом к этой версии является то, что паразиты могут присутствовать и в мясе других животных.